# Mallorca Championships
Mallorca Championships je profesionální tenisový turnaj mužů hraný v přímořském letovisku Santa Ponsa v Calvii na největším španělském ostrově Mallorca. Založen byl v roce 2020, kdy se neuskutečnil kvůli pandemii covidu-19. Na okruhu ATP Tour patří do kategorie ATP Tour 250. Probíhá v Mallorca Country Clubu na travnatých dvorcích jako příprava na londýnský grandslam ve Wimbledonu.

## Historie
Mallorca Championships byl poprvé zařazen do kalendáře ATP Tour 2020. Pro pandemii covidu-19 však došlo k přerušení sezóny a turnaj se neodehrál. Úvodní ročník tak proběhl v roce 2021 jako první travnatá událost na okruhu ATP Tour ve Španělsku a první mužská na Mallorce od roku 2002, kdy pořadatelství Majorca Open získala Valencie. V kalendáři nahradil turecký Antalya Open, hraný na trávě v letech 2017–2019.
Koná se v červnovém termínu před londýnským Wimbledonem v Mallorca Country Clubu, zrenovovaném pro turnaj mužů. Kapacita centrálního dvorce činí 3 500 diváků. V témže areálu navázal ženský Mallorca Open hraný na okruhu WTA Tour. Organizátorem je skupina e|motion sports GmbH Germany, založená Edwinem Weindorferem a Herwigem Strakou, která se také stala pořadatelem turnajů Vienna Open, Stuttgart Open a German Open.

## Přehled finále

### Dvouhra
| Rok  | vítěz                          | finalista                      | výsledek                       |
| ---- | ------------------------------ | ------------------------------ | ------------------------------ |
| 2020 | zrušeno pro pandemii covidu-19 | zrušeno pro pandemii covidu-19 | zrušeno pro pandemii covidu-19 |
| 2021 | Daniil Medveděv                | Sam Querrey                    | 6–4, 6–2                       |
| 2022 | Stefanos Tsitsipas             | Roberto Bautista Agut          | 6–4, 3–6, 7–6(7–2)             |
| 2023 | Christopher Eubanks            | Adrian Mannarino               | 6–1, 6–4                       |
| 2024 | Alejandro Tabilo               | Sebastian Ofner                | 6–3, 6–4                       |
| 2025 | Tallon Griekspoor              | Corentin Moutet                | 7–5, 7–6(7–3)                  |

### Čtyřhra
| Rok  | vítězové                          | finalisté                           | výsledek                       |
| ---- | --------------------------------- | ----------------------------------- | ------------------------------ |
| 2020 | zrušeno pro pandemii covidu-19    | zrušeno pro pandemii covidu-19      | zrušeno pro pandemii covidu-19 |
| 2021 | Simone Bolelli Máximo González    | Novak Djoković Carlos Gómez-Herrera | bez boje                       |
| 2022 | Rafael Matos David Vega Hernández | Ariel Behar Gonzalo Escobar         | 7–6(7–5), 6–7(6–8), [10–1]     |
| 2023 | Juki Bhambri Lloyd Harris         | Robin Haase Philipp Oswald          | 6–3, 6–4                       |
| 2024 | Robert Galloway Julian Cash       | Alejandro Tabilo Diego Hidalgo      | 6–4, 6–4                       |
| 2025 | Santiago González Austin Krajicek | Juki Bhambri Robert Galloway        | 6–1, 1–6, [15–13]              |